# Dansk Musiktidsskrift
Dansk Musiktidsskrift (forkortet DMT) var et dansk musikmagasin, der udkom fra 1925 til 2010. Det har i store perioder været en væsentlig del af det danske klassiske musikmiljø. Ny kompositionsmusik har været højt prioriteret med komponistportrætter og analyser. Udkom seks gange pr. år. Bladet informerede om dansk og udenlandsk musik, nationale og internationale begivenheder og skribenterne er hovedsageligt komponister og musikpædagoger. 
Tidsskriftet blev udgivet af en udgiverforening bestående af: Foreningen Dansk Musik Tidsskrift, FUT (Fyns Unge Tonekunstnere), AUT (Aarhus Unge Tonekunstnere), NUT (Nordjyllands Unge Tonekunstnere), Musica Nova og Dansk Komponist Forening. 

## Redaktører
- 1929-41 Gunnar Heerup
- 1947-62 Sigurd Berg
- 1967-76 Poul Nielsen
- 1989-2008 Anders Beyer
- 2008-2009 Hjarne Fessel
- 2009-2010 Klaus Møller-Jørgensen